# Quentin Meillassoux
Quentin Meillassoux (nacido en 1967 en París) es un doctor en filosofía francés. Actualmente enseña en la Universidad París 1 Panthéon-Sorbonne, y es hijo del antropólogo Claude Meillassoux. Junto a Alain Badiou, es fundador del Centro Internacional de Estudios de la Filosofía Francesa Contemporánea (CIEPFC). Contribuyó a la nacimiento del movimiento etiquetado como realismo especulativo, proponiendo metafísica basada en la idea de contingencia que ha tenido a bien llamar materialismo especulativo.

## Pensamiento
Meillassoux ha estudiado con los filósofos Bernard Bourgeois y Alain Badiou. Este último ha escrito que el primer libro de Meillassoux, Après la finitude (2006) (Después de la finitud) presenta una opción completamente nueva en la filosofía moderna, diferente de las tres alternativas kantianas: el criticismo, el escepticismo y el dogmatismo. Este libro fue traducido al inglés por el filósofo Ray Brassier, socio de Meillassoux en el movimiento filosófico denominado realismo especulativo.
En Après la finitude, Meillassoux afirma que la filosofía post-kantiana está dominada por lo que llama «correlacionismo», teoría (con frecuencia, implícita) que plantea que el ser no existe al margen del pensamiento (humano, para más señas), por lo que el mente humana y la realidad se co-implican. Desde la perspectiva de Meillassoux, se trata de una maniobra deshonesta que permite a la filosofía eludir el problema de describir el mundo en tanto algo previo a todo agenciamiento o acceso antrópico. Manteniendo el interés matemático de su mentor Alain Badiou, Meillassoux afirma que las matemáticas alcanzan a las cualidades primarias de las cosas, en oposición a las cualidades secundarias manifestadas en la percepción.
Meillassoux intenta demostrar que el escepticismo agnóstico de aquellos que dudan de la realidad de las relaciones causales se debe transformar en una certeza radical de que la necesidad causal no existe en ningún grado. Esto lo lleva a proclamar la absoluta necesidad lógica de que las leyes de la naturaleza sean contingentes. El mundo es un tipo de hiper-caos en el cual la aceptación del principio de razón suficiente debe ser abandonada, mientras que el principio de no contradicción debe ser mantenido.
Por estas razones, Meillassoux rechaza la así llamada revolución copernicana de Kant en la filosofía. Dado que Kant hace que el mundo dependa de las condiciones a partir de las cuales los seres humanos lo observan, Meillassoux lo acusa de haber llevado adelante una «contrarrevolución ptolemaica».
En septiembre de 2011, Meillassoux publicó un libro sobre Mallarmé titulado Le nombre et la sirène. Un déchiffrage du Coup de dés de Mallarmé (El número y la sirena. Un desciframiento del golpe de dados de Mallarmé). En esta segunda obra, el filósofo presenta una detallada lectura del famoso poema de Mallarmé Un golpe de dados jamás abolirá el azar, en el cual encuentra un código numérico operando en el texto.

## Libros
- Après la finitude. Essai sur la nécessité de la contingence, Paris, Seuil, coll. L'ordre philosophique, 2006 (prefacio de Alain Badiou).
- Le Nombre et la sirène. Un déchiffrage du Coup de dés de Mallarmé, Paris, Fayard, coll. "Ouvertures", 2011.
- Time Without Becoming, edited by Anna Longo (Mimesis International, 2014)
- Science Fiction and Extro-Science Fiction, trans. Alyosha Edlebi (Univocal, 2015)

## Literatura secundaria
- Castro, E. (2020). Realismo Poscontinental [Ontología y Epistemología para el siglo XXI]. Segovia: Materia Oscura Editorial.
- Maniglier, P. (2020). Manifiesto por un comparativismo superior en filosofía. (D. Abadi, Trad.) Buenos Aires: Isla Desierta.